# Detlef Jessen-Klingenberg
Detlef Jessen-Klingenberg (* 1970 in Kiel) ist ein deutscher Architekturhistoriker und Kommunikationsmanager.

## Leben
Jessen-Klingenberg studierte Architektur und Architekturgeschichte an der Technischen Universität Braunschweig. Seine Diplomprüfung legte er 1999 bei Helmut C. Schulitz ab. Anschließend war er an der Hochschule von 1999 bis 2008 als wissenschaftlicher Mitarbeiter am Institut für Geschichte und Theorie der Architektur und Stadt tätig. 2009 bis 2014 lehrte er als Dozent für Architekturgeschichte und Architekturtheorie an der Hochschule Bremen. Parallel arbeitete er als Gutachter, Berater und Autor zu Themen der Architektur– und Stadtbaugeschichte des 19. und 20. Jahrhunderts.
Seit 2015 arbeitet Jessen-Klingenberg bei gmp – Architekten von Gerkan, Marg und Partner im Bereich Unternehmenskommunikation, ab 2017 als Head of Communications. Zu seinem Aufgabengebiet gehören u. a. die Ausstellungen und Buchpublikationen des Architekturbüros. Von seinen Projekten wurden sowohl das Buch „TXL Berlin Tegel Airport“ als auch der gleichnamige Kurzfilm mit Preisen ausgezeichnet.

## Veröffentlichungen (Auswahl)
- mit Stephan Schütz (Hrsg.): Architecture 2015–2019 (= gmp · Architekten von Gerkan, Marg und Partner. Band 14). Hatje-Cantz, Ostfildern 2024, ISBN 978-3-7757-5489-7
- mit Meinhard von Gerkan (Hrsg.): Architecture 2007–2011 (= gmp · Architekten von Gerkan, Marg und Partner. Band 12). Hatje-Cantz, Ostfildern 2020, ISBN 978-3-7757-4787-5
- mit Jürgen Tietz (Hrsg.): TXL. Berlin Tegel Airport. Park Books, Zürich 2020, ISBN 978-3-03860-202-6
- mit Gert Kähler: Aus freier Hand. Meinhard von Gerkan 50 Jahre Architektur in Zeichnungen und Skizzen. Katalog zur Ausstellung. Jovis, Berlin 2015, ISBN 978-3-86859-376-1.
- Schinkel in Berlin und Potsdam. 26 Bauten in Farbfotographien von Gerrit Engel. Schirmer Mosel, München 2011 ISBN 978-3-8296-0427-7.
- mit Gerrit Engel und Matthias Sauerbruch: Berlin. Photographien. 234 Berliner Bauwerke in chronologischer Folge von 1230 bis 2008. Schirmer Mosel, München 2009 ISBN 978-3-8296-0378-2.
- mit Karin Wilhelm, Olaf Gisbertz, Anne Schmedding (Hrsg.): Gesetz und Freiheit. Der Architekt Friedrich Wilhelm Kraemer (1907–1990). Jovis, Berlin 2007 ISBN 978-3-939633-20-4.
- mit Karin Wilhelm (Hrsg.): Formationen der Stadt. Camillo Sitte weitergelesen. Bauverlag, Gütersloh 2006 (Bauwelt Fundamente, Bd. 132) ISBN 978-3-7643-7152-4